# Saint-Jean-Bonnefonds
Saint-Jean-Bonnefonds è un comune francese di 6 353 abitanti situato nel dipartimento della Loira della regione dell'Alvernia-Rodano-Alpi.

## Società

### Evoluzione demografica
Abitanti censiti